# Oecidiobranchus nanseni
Oecidiobranchus nanseni là một loài chân đều trong họ Desmosomatidae. Loài này được Just miêu tả khoa học năm 1980.